# Scutibracon hispae
Scutibracon hispae är en stekelart som först beskrevs av Henry Lorenz Viereck 1913.  Scutibracon hispae ingår i släktet Scutibracon och familjen bracksteklar. Inga underarter finns listade i Catalogue of Life.